# Władysław Podkowiński

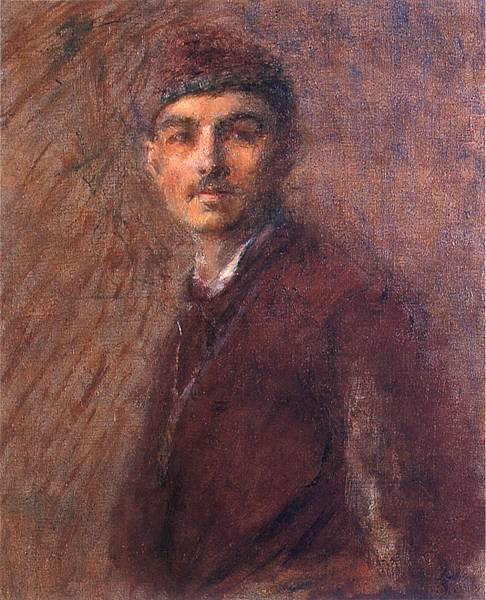
Władysław Podkowiński, zelfportret.

Władysław Podkowiński, pseudoniem voor Andrzej Ansgary (Warschau, 4 februari, 1866 - aldaar, 5 januari 1895), was een Pools kunstschilder. Hij wordt wel beschouwd als een voorloper van het Pools impressionisme.

## Leven en werk
Podkowiński studeerde van 1880 tot 1884 aan de Academie van Schone Kunsten in Warschau, onder Wojciech Gerson. Van 1885 tot 1886 vervolgde hij zijn opleiding aan de kunstacademie in Sint-Petersburg, samen met zijn vriend Józef Pankiewicz. In 1889 vertrokken beide schilders getweeën naar Parijs om de wereldtentoonstelling te zien. Daar aangekomen werden ze sterk beïnvloed door de impressionisten, waarbij Podkowiński vooral veel bewondering had voor Claude Monet.
Terug in Polen ontpopte Podkowiński zich tot een der eersten die er werkten in de stijl van het impressionisme. De expositie van zijn werk in Warschau in 1890 markeerde het begin van het impressionisme aldaar. Hij schilderde vooral landschappen en tuinmotieven in lichte, soms sterk contrasterende en divisionistisch ontlede kleuren. Ook maakte hij portretten. Zijn laatste werken vertonen ook tendensen van het symbolisme, met Frenzy in extase als bekendste voorbeeld. Frenzy in extase toont een naakte roodharige vrouw op een wild paard. Van het schilderij is wel gezegd dat het een vrouwelijk orgasme verbeeldde. Het was zeer spraakmakend toen het in maart 1894 geëxposeerd werd in de Warschause Zachęta.
In 1890 behoorde Podkowiński tot de grondleggers van de beweging Jong Polen, die sterk het l'art pour l'art principe propageerde. Hij leed aan tuberculose en overleed in 1895, nog geen 29 jaar oud. Veel van zijn werken zijn thans te zien in het Nationaal Museum te Krakau en het Nationaal Museum te Warschau.

## Galerij

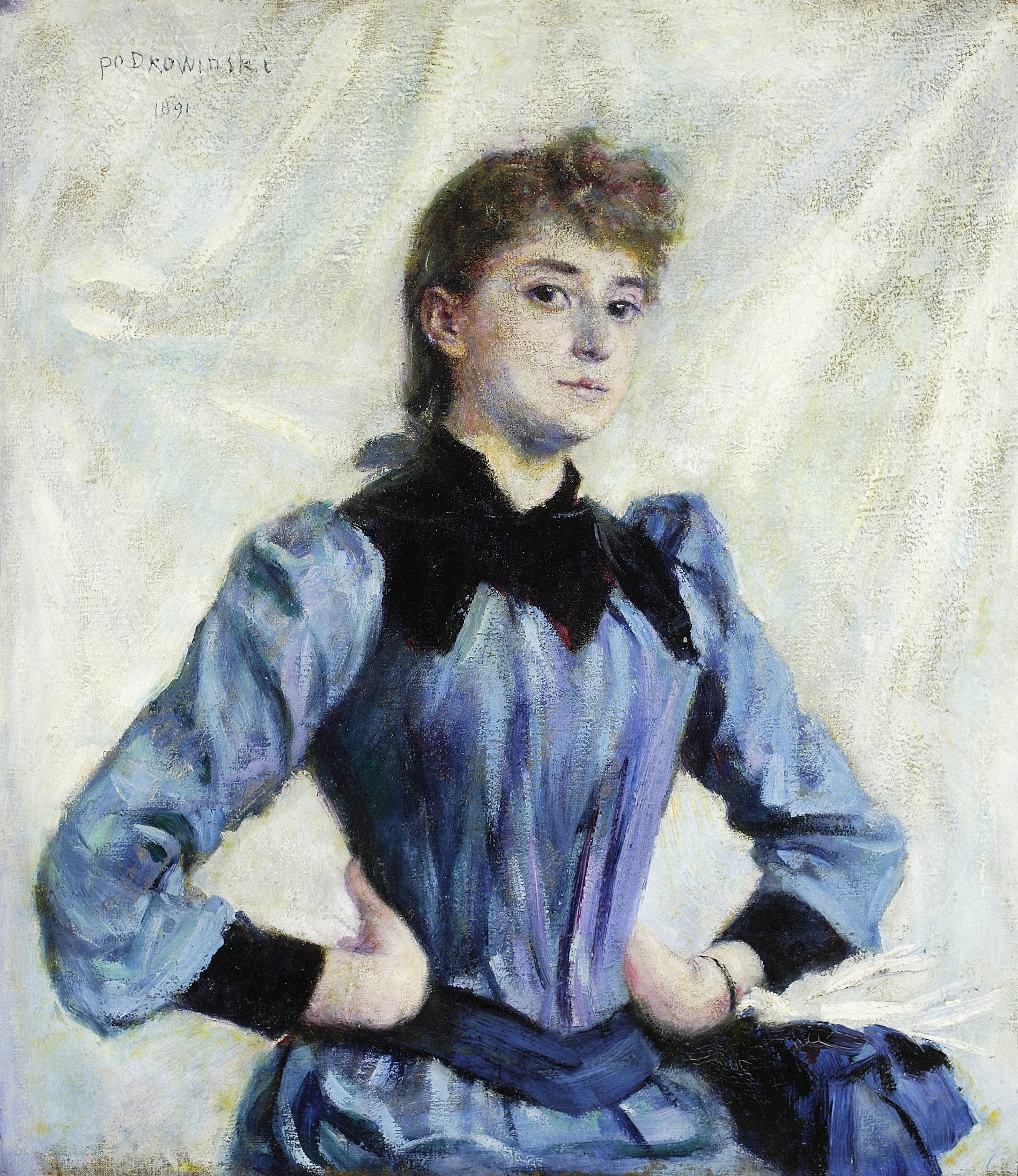
Studie van een blondine
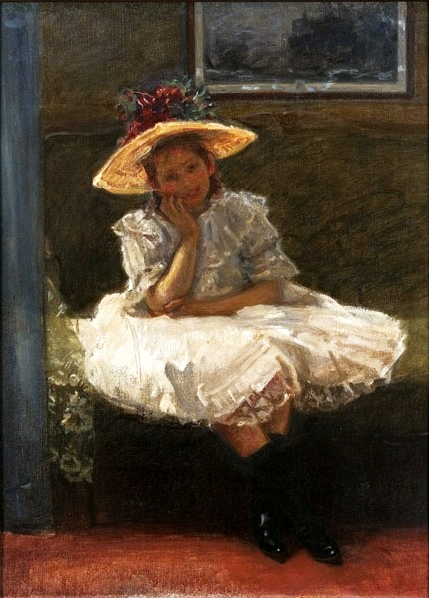
Meisje met hoed
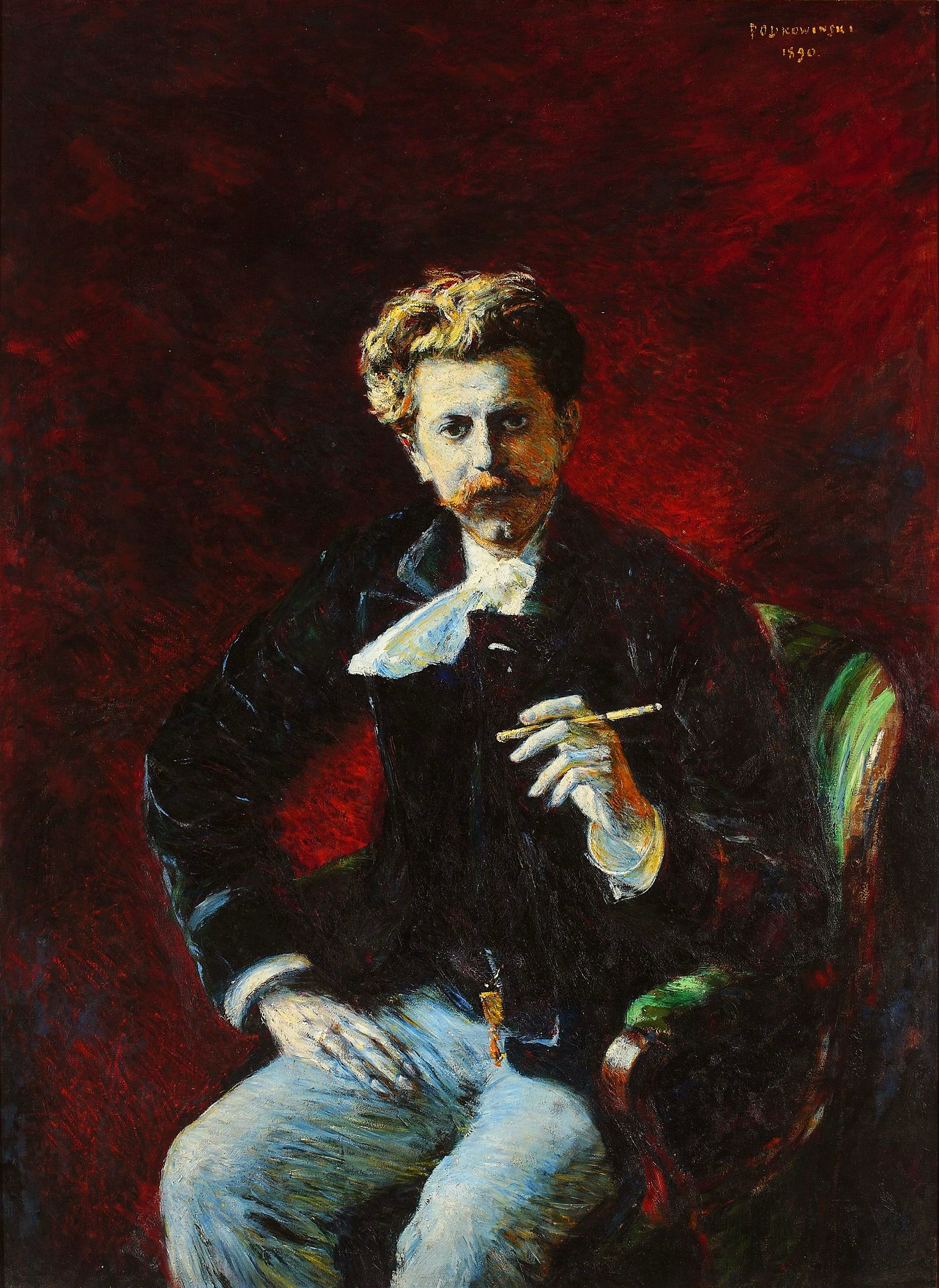
De dichter Czesław Jankowski
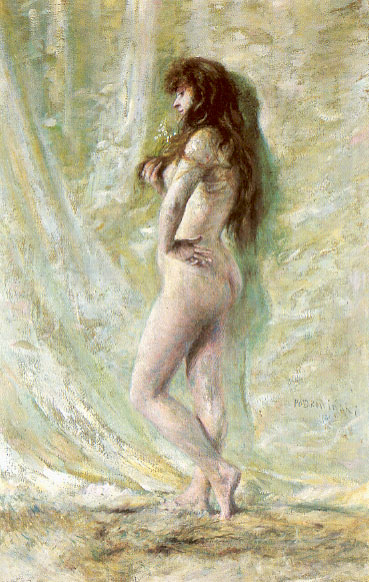
Konwalia
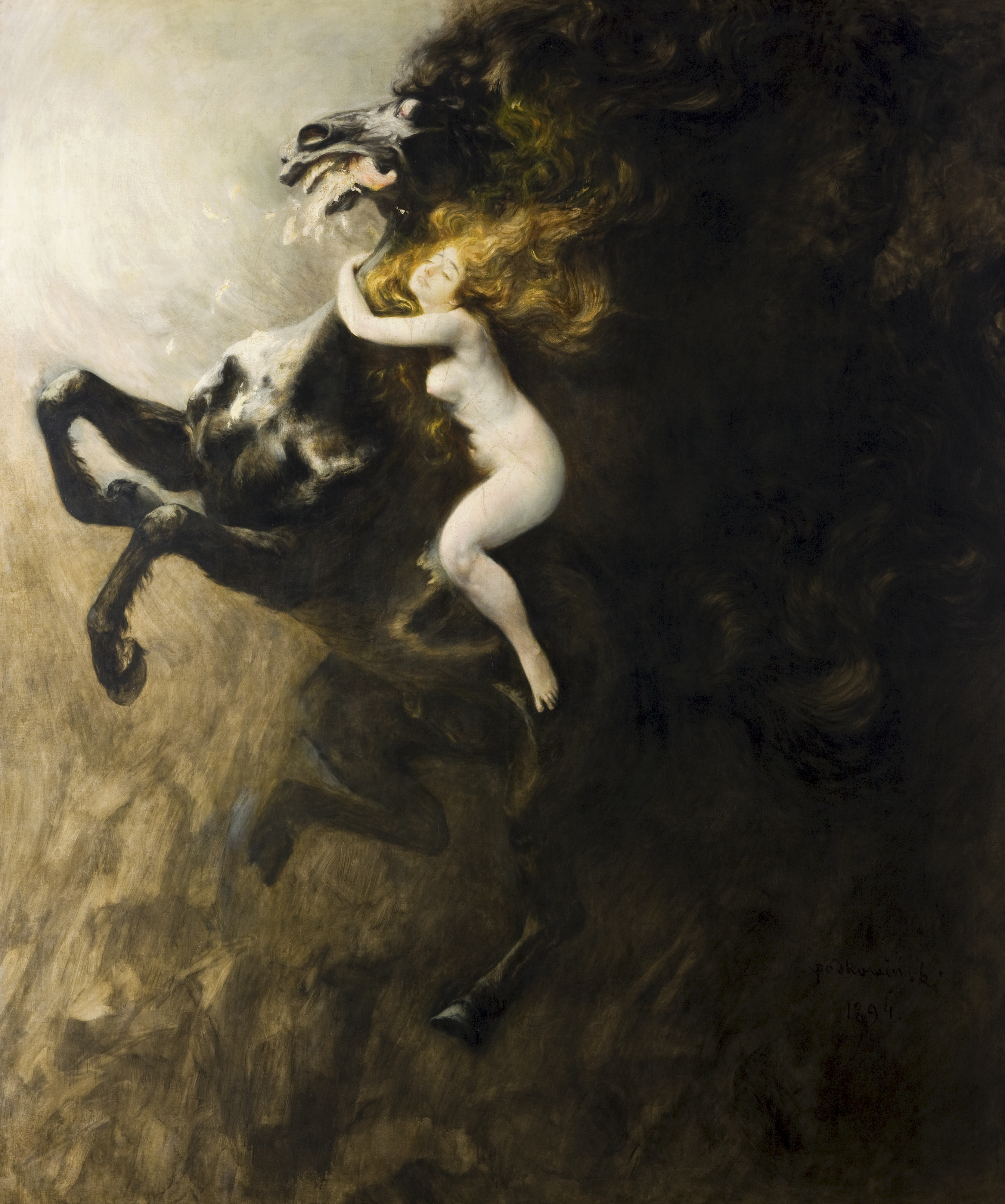
Frenzie, razernij en extase
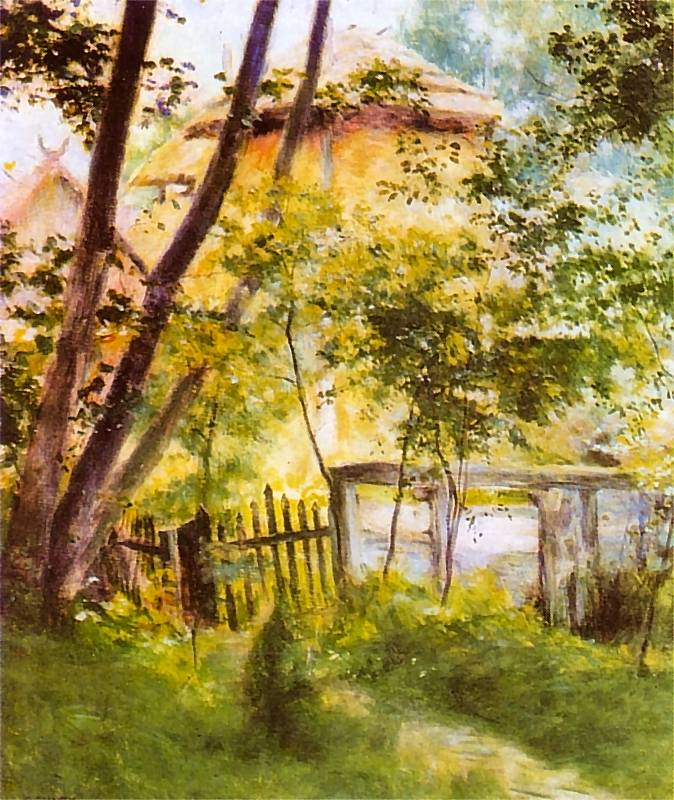
Zakatek
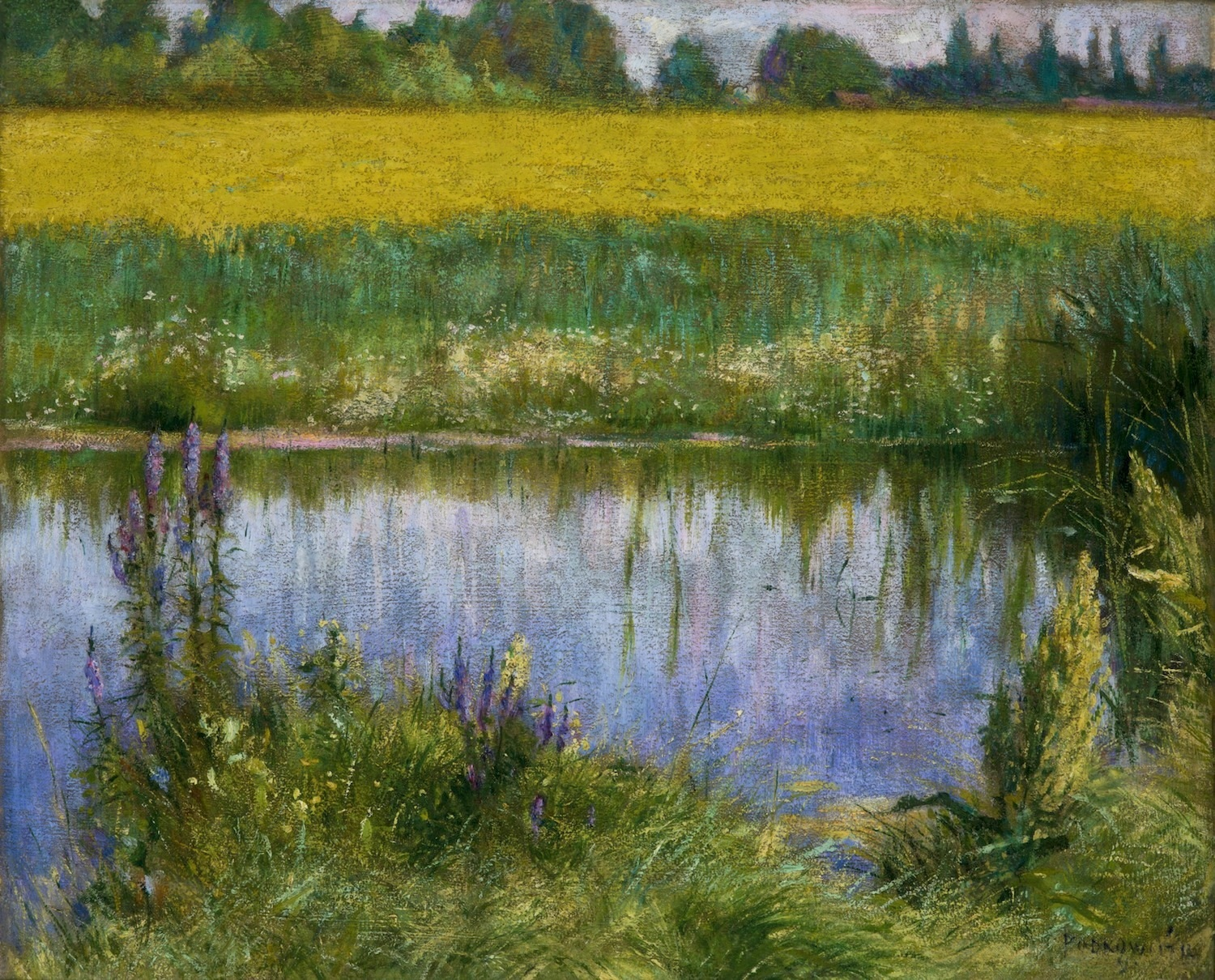
Lupinen in de zon
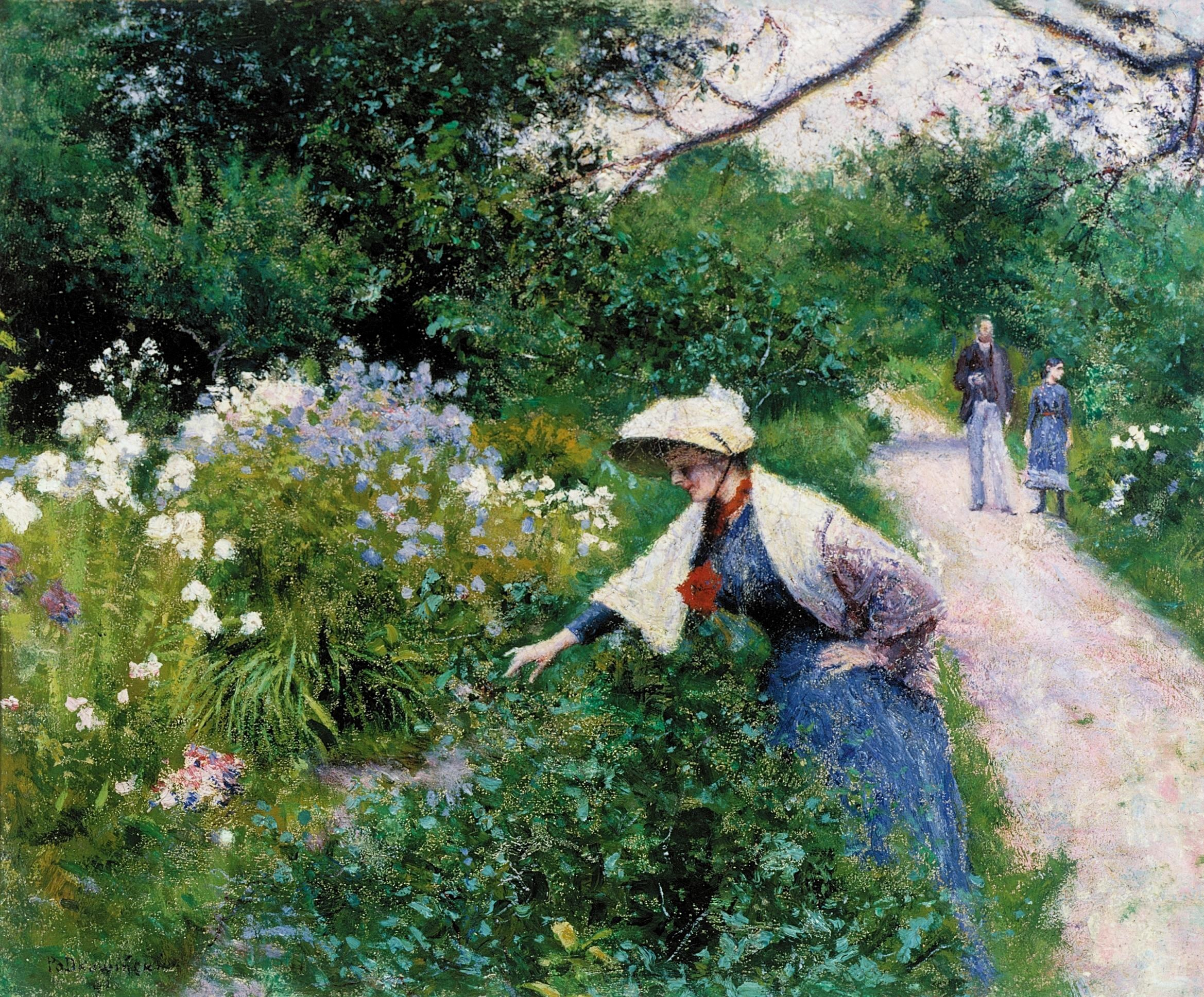
De tuin van Klombie
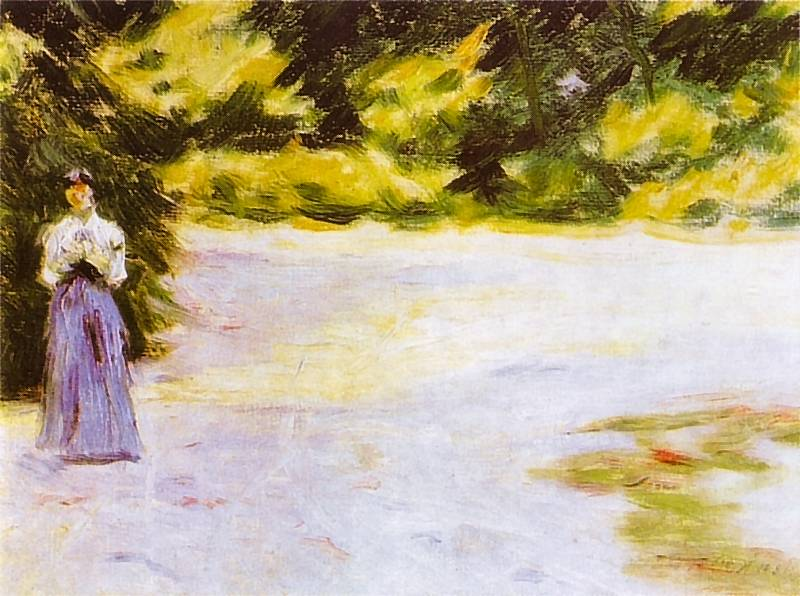
Wandelen in de tuin
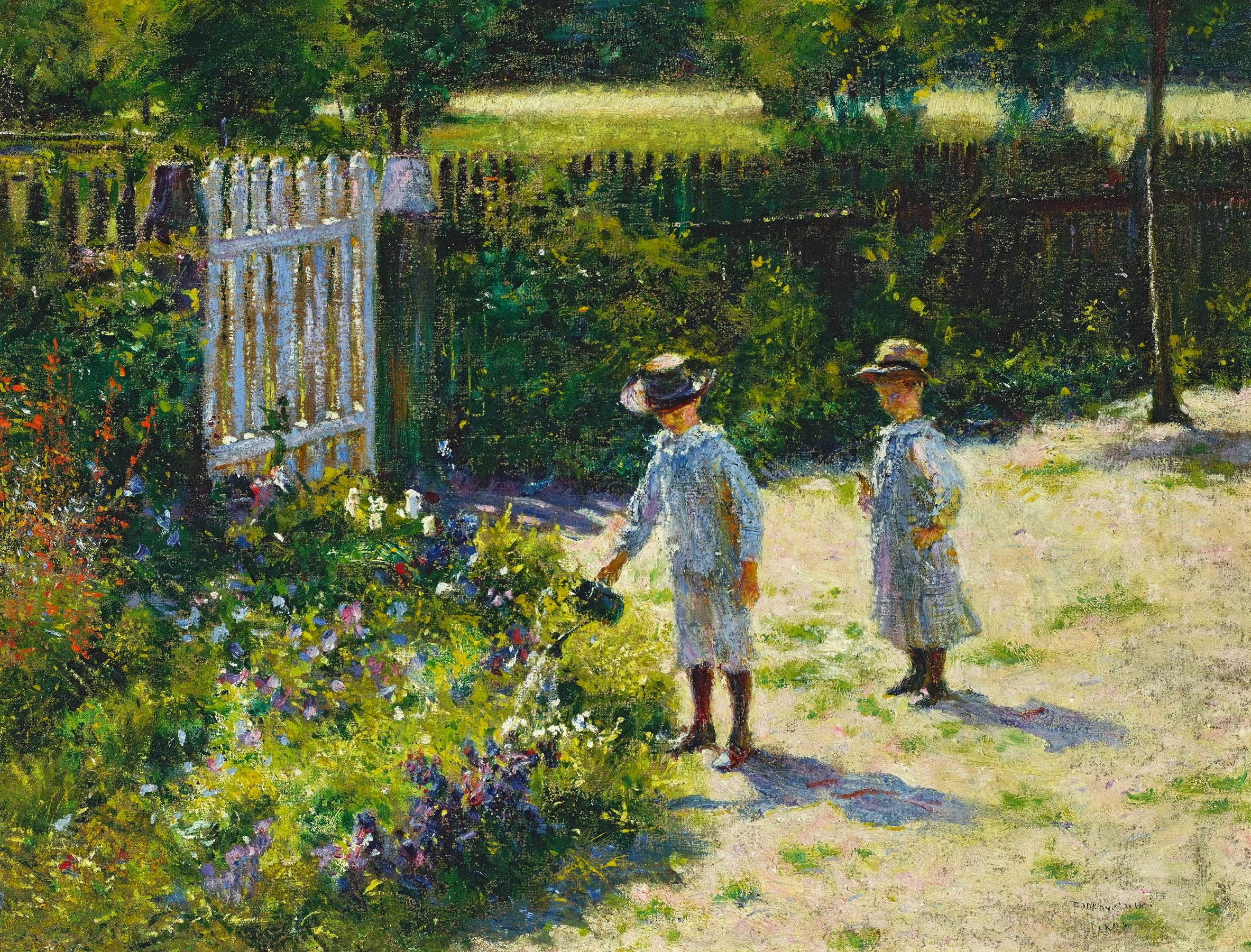
Kinderen in de tuin